# Eve Arnold
Eve Arnold (geborene Eve Cohen; * 21. April 1912 in Philadelphia, Pennsylvania; † 4. Januar 2012 in London) war eine US-amerikanische Fotografin. Sie wurde 1951 als erste Frau Mitglied bei Magnum Photos, seit 1957 war sie Vollmitglied.

## Leben
Ihre Eltern waren russisch-jüdische Immigranten, ihr Vater Rabbi. Eve wurde als mittleres von neun Kindern geboren. Ihre Eltern hätten es lieber gehabt, wenn sie ihr Medizinstudium abgeschlossen hätte, aber Eve begann sich 1946 der Fotografie zu widmen, als ihr damaliger Freund ihr eine Rolleicord – eine einfache zweiäugige Spiegelreflexkamera – schenkte. 1948 eignete sie sich innerhalb von sechs Wochen das Fotografenhandwerk bei ihrem Mentor Alexei Brodowitsch, dem Artdirector  von Harper’s Bazaar, an. 1948 heiratete sie den Industriedesigner Arnold Arnold; ein Jahr später wurde der Sohn Frank geboren. Die Familie siedelte 1961 dauerhaft von New York nach Großbritannien um. Im Jahr 1951 wurde sie als eine der ersten Frauen in die Fotoagentur Magnum aufgenommen.
Marilyn Monroe las Anfang der 1950er einen Artikel mit Arnolds Fotos von Marlene Dietrich und nahm daraufhin mit ihr Kontakt auf. In sechs Treffen zwischen den beiden Frauen entstanden Porträtaufnahmen der Monroe. Monroe lud 1955 Eve Arnold nach Bement, Illinois ein, wo die Schauspielerin ein Museum über Abraham Lincoln eröffnete. Bei den Dreharbeiten für den Film Misfits – Nicht gesellschaftsfähig (1961) in Reno (Nevada) hatte die Fotoagentur Magnum die Rechte für die Standfotos. Magnum schickte außer Arnold auch Henri Cartier-Bresson und Ernst Haas sowie Bruce Davidson zu den Dreharbeiten. Carmen Böker zufolge hat Arnold die Vorstellung der Nachwelt von Marilyn Monroe erheblich beeinflusst: 

„Dies geschieht z. B. dadurch, dass sie sie gern beim völlig versunkenen Lesen zeigt – einmal ist es das zum bunt gestreiften Badeanzug gewählte Buch Ulysses von James Joyce. Ein Jahrzehnt hat Arnold die Schauspielerin begleitet, sie war wie es heißt, von allen Fotografen diejenige, der die Monroe am meisten vertraute. Bei den Dreharbeiten zu Misfits entstehen schwarzweiße Psychogramme – hinter dem lichten, wasserstoffblonden Glanz, dem versierten Lächeln und dem Raffinement des Augenaufschlags liegt eine Verzweiflung und Fragilität, die die Schönheit der Erscheinung nur mehren kann.“

Eve Arnold fotografierte Berühmtheiten wie Königin Elisabeth II., Malcolm X und Joan Crawford. Aus ihrer politischen Berichterstattung, u. a. von republikanischen Parteitagen, stechen ihre Porträts von US-Präsidentengattinnen besonders hervor, darunter eine Reportage über Jacqueline Kennedy. Eve Arnold hat aber auch Menschen in einfachsten und prekären Verhältnissen fotografiert, so in einem kubanischen Bordell und in südafrikanischen Slums; die glamouröse Seite der Welt zeigte sie, als sie die Geburt von „Swinging London“ begleitete und mehr als 40 Filmproduktionen Hollywoods am Set beobachtete. Aus vielen Besuchen arabischer Hammams und Harems produzierte sie 1971 den Film Frauen hinter dem Schleier.
Sie bereiste in ihrer Fotografentätigkeit für Magnum viele Länder zu politisch brisanten Zeiten, als noch der Eiserne Vorhang bestand, darunter China, Südafrika, die Sowjetunion und Afghanistan. 1980 zeigte das Brooklyn Museum in New York mit ihren auf 60.000 Kilometern erarbeiteten Chinafotografien ihre erste Soloausstellung; sie war 1979 eine der ersten westlichen Journalisten gewesen, die das kommunistische China bereisen konnte.
Eve Arnold lebte nach der Trennung von ihrem Mann im Jahr 1960 bis zu ihrem Tod in England und war ein angesehenes Mitglied der britischen Fotografenszene. Sie hinterlässt in ihren Bildern eine weltweite Chronik als Ergebnis rastlosen Reisens, ein fotojournalistisches Werk als Kaleidoskop der unterschiedlichsten Menschen in einer eigenen, kompositorisch strengen Bildsprache: insgesamt ein Archiv von mehr als 750.000 Aufnahmen.
1995 wurde sie in die Royal Photographic Society aufgenommen. Außerdem war sie Mitglied im Beirat des National Museum of Photography, Film & Television im britischen Bradford.
Zu ihrem 100. Geburtstag fanden Ausstellungen in San Francisco und im Londoner Victoria & Albert Museum statt; der Verlag teNeues veröffentlichte im Januar 2012 einen begleitenden Katalog All about Eve.
Eve Arnold starb kurz vor diesem markanten Geburtstag mit 99 Jahren am 4. Januar 2012 in einem Londoner Pflegeheim.

## Auszeichnungen
- National Book Award für In China, 1980[10]
- Lifetime Achievement Award der American Society of Magazine Photographers, 1980[10]
- Kraszna-Krausz Book Award für In Retrospect, 1996[8]
- Honorary Degree of Doctor of Science, University of St. Andrews, Schottland, 1997.
- Honorary Degree of Doctor of Letters, Staffordshire University.
- Doctor of Humanities, Richmond, the American International University in London.
- Master Photographer, International Center of Photography, NYC.
- Honorary OBE der britischen Regierung.
- Lifetime Achievement Award, the Sony World Photography Awards, 2010.

## Buchveröffentlichungen
- The Unretouched Woman, 1976
- Flashback: The 50’s, 1978
- In China, 1980
- In America, 1983
- Marilyn for Ever, 1987
- Marilyn Monroe: An Appreciation, 1987
- All in a Day’s Work, 1989
- The Great British, 1991
- In Retrospect, 1995
- Film Journal, 2002
- Handbook, 2004
- Marilyn Monroe, 2005
- Eve Arnold’s People, 2009
- All about Eve, 2012